# Gisa Stoll
Gisa Stoll (* 6. Januar 1942; † 31. Dezember 2016) war eine deutsche Schauspielerin und Hörspielsprecherin.

## Leben
Nach Engagements als Schauspielerin in Karl-Marx-Stadt und Dresden begann Gisa Stoll am Berliner Ensemble zu arbeiten. Hier bekam sie aus wirtschaftlichen Gründen 1992, zeitgleich mit 47 Kollegen des Ensembles, ihre Kündigung als Regieassistentin zum Ende der Spielzeit 1992/1993. Ab 1993 stand sie an den Uckermärkischen Bühnen Schwedt auf der Bühne.
Gisa Stoll wirkte in mehreren Kino- und Fernsehfilmen mit und man konnte in mehr als 100 Hörspielen ihre Stimme hören.

## Filmografie
- 1975: Lotte in Weimar
- 1977: Tambari
- 1980: Die Verlobte
- 1981: Pugowitza
- 1982: Die Gerechten von Kummerow
- 1982: Dein unbekannter Bruder
- 1983: Es geht einer vor die Hunde (Fernsehfilm)
- 1983: Olle Henry
- 1984: Bockshorn
- 1984: Familie Neumann (Fernsehserie, 2 Episoden)
- 1991: Das Licht der Liebe

## Theater
- 1964: Bertolt Brecht/Paul Dessau: Der kaukasische Kreidekreis – Regie: Erwin Arlt (Städtische Theater Karl-Marx-Stadt)
- 1965: Friedrich Schiller: Don Carlos – Regie: Hans Dieter Mäde (Städtische Theater Karl-Marx-Stadt)
- 1966: William Shakespeare: Ein Sommernachtstraum – Regie: Rüdiger Volkmer (Städtische Theater Karl-Marx-Stadt)
- 1967: Gotthold Ephraim Lessing: Minna von Barnhelm – Regie: Jens Peter Dierichs (Städtische Theater Karl-Marx-Stadt)
- 1970: Alexander Stein: Zwischen den Gewittern (Tata Neradowa) – Regie: Hans Dieter Mäde (Staatstheater Dresden)
- 1972: Maxim Gorki: Die Kleinbürger – Regie: Hans Dieter Mäde (Staatstheater Dresden – Kleines Haus)
- 1975: Carlo Goldoni: Krach in Chiozza – Regie: Wolfgang Dehler (Staatstheater Dresden)
- 1978: Johannes Wüsten: Bessie Bosch (Bessie Bosch) – Regie: Norbert Speer (Hochschule für Schauspielkunst „Ernst Busch“ im Berliner Arbeiter-Theater)
- 1983: Aischylos: Die Perser – Regie: Hans-Joachim Frank/Klaus Noack (Berliner Ensemble – Probebühne)
- 1985: Ludvig Holberg: Henrik und Pernille (Altes Weiblein) – Regie: Christine Krüger (Das Ei im Hof des Nicolaihauses in Berlin)
- 1986: Wolfgang Kohlhaase/Rita Zimmer: Fisch zu viert – Regie: Carmen Heinrich (Eduard-von-Winterstein-Theater – Annaberg-Buchholz)
- 1993: Peter Ensikat/Wolfgang Schaller: Gibt es ein Leben vor dem Tod? – Regie: Regieteam (Uckermärkische Bühnen Schwedt)
- 1994: George Tabori: Mein Kampf – Regie: Peter Ibrik (Uckermärkischen Bühnen Schwedt)
- 1994: Fitzgerald Kusz: Schweig, Bub! (Tante Anna) – Regie: Gösta Knothe (Uckermärkischen Bühnen Schwedt)

## Hörspiele
- 1978: Jakob Michael Reinhold Lenz: Die Soldaten (Charlotte) – Regie: Barbara Plensat (Hörspiel – Rundfunk der DDR)
- 1978: Werner Gawande: Der Sohn des Generals (Sekretärin) – Regie: Werner Grunow (Hörspiel – Rundfunk der DDR)
- 1979: Peter Brasch: Herr Konnie und die Uhren – Regie: Detlef Kurzweg (Kinderhörspiel/Kurzhörspiel aus der Reihe Geschichten aus dem Hut – Rundfunk der DDR)
- 1979: Matthias Geske: Der Mann und sein Geschäft (Ennelin) – Regie: Manfred Täubert (Kinderhörspiel/Rätselsendung – Rundfunk der DDR)
- 1980: Friedrich de la Motte Fouqué: Undine – Regie: Manfred Täubert (Kinderhörspiel – Rundfunk der DDR)
- 1980: Vojislav Donić: Honigmond (Mutter des Mädchens) – Regie: Ingeborg Medschinski (Hörspiel – Rundfunk der DDR)
- 1981: Brüder Grimm: Mariekind – Regie: Norbert Speer (Kinderhörspiel – Rundfunk der DDR)
- 1982: Matthias Biskupek: Der kleine Wald – Regie: Werner Grunow (Kinderhörspiel/Kurzhörspiel aus der Reihe Geschichten aus dem Hut – Rundfunk der DDR)
- 1982: Monika Helmicke: Rose bleibt Rose (Mutter) – Regie: Norbert Speer (Kinderhörspiel – Rundfunk der DDR)
- 1982: Rainer Lindow: Die Laubhütte (Frau Sarah) – Regie: Ingeborg Medschinski (Kinderhörspiel – Rundfunk der DDR)
- 1983: Ingrid Hahnfeld: Spuk (Frauenstimme) – Regie: Achim Scholz (Kurzhörspiel – Rundfunk der DDR)
- 1983: Rolf Gumlich: Der Würgeengel – Regie: Detlef Kurzweg (Kinderhörspiel – Rundfunk der DDR)
- 1984:  Jewgeni Jewtuschenko: Mama und die Neutronenbombe (Barfrau) – Regie: Barbara Plensat (Hörspiel – Rundfunk der DDR)
- 1984: Joachim Brehmer: Fieber (Frau Klein) – Regie: Edith Schorn (Hörspiel aus der Reihe Geschichten aus dem Hut – Rundfunk der DDR)
- 1985: Gisela Richter-Rostalski: Emilia (Mutter) – Regie: Norbert Speer (Kinderhörspiel – Rundfunk der DDR)
- 1985: Clemens Brentano: Das Mädchen aus dem Blumentopf – Regie: Norbert Speer (Kinderhörspiel – Rundfunk der DDR)
- 1986: Gabriele Bigott: Frau im Zug (Juttl) – Regie: Barbara Plensat (Hörspiel – Rundfunk der DDR)
- 1986: Margarete Jehn: Isa und ich drei Wochen im Paradies (Elsi) – Regie: Peter Groeger (Hörspiel – Rundfunk der DDR)
- 1987: Barry Collins: König Knut (Schwester) – Regie: Ingeborg Medschinski (Hörspiel – Rundfunk der DDR)
- 1987: Wolfgang Borchert: Die lange, lange Straße lang – Regie: Achim Scholz (Hörspiel – Rundfunk der DDR)
- 1988: Brigitte Hähnel: Sebastianus – Regie: Norbert Speer (Kinderhörspiel – Rundfunk der DDR)
- 1988: Freymuth Legler: Irre Aussicht – Regie: Barbara Plensat (Hörspiel – Rundfunk der DDR)
- 1989: Hans Siebe: Porzellan (Sekretärin) – Regie: Achim Scholz (Kriminalhörspiel – Rundfunk der DDR)
- 1989: Peter Goslicki: Die Brücke – Regie: Achim Scholz (Hörspiel – Rundfunk der DDR)
- 1990: Erich Kästner: Emil und die Detektive – Regie: Norbert Speer (Kinderhörspiel, 3 Teile – Rundfunk der DDR)
- 1990: Rolf Schneider: Strafsache gegen Wellershof (Protokollantin) – Regie: Götz Fritsch (Hörspiel – Rundfunk der DDR)
- 1991: Thomas Fuchs: Lisa (Direktorin) – Regie: Wolfgang Rindfleisch (Kinderhörspiel – Funkhaus Berlin)
- 1991: Holger Teschke: Der Schatzhüter im Burgwall – Regie: Gerda Tschiedrich (Kinderhörspiel – Funkhaus Berlin)
- 1995: Alexander Djetkow: Der Mann, der Vertrauen erweckt (Barbara Schulze-Jessen) – Regie: Albrecht Surkau (Kriminalhörspiel – DLR)
- 1995: N. N.: Grüne Feigen (Stimme) – Regie: Albrecht Surkau (Kinderhörspiel – DLR)
- 1996: Anthony J. Ingrassia: Detective Andy und der Ostersonntagsmord – Regie: Christoph Dietrich (Kriminalhörspiel – DLR)
- 1996: Peter Jaconi: Bi-Ba-Butze Berti (Frau Wimmer) – Regie: Peter Groeger (Kinderhörspiel – DLR)
- 1997: Adolf Schröder: Der Bandoneumspieler (Nachbarin) – Regie: Barbara Plensat (Kinderhörspiel – DLR/HR)